# Antrostomus rufus
Antrostomus rufus là một loài chim trong họ Caprimulgidae.